# 奎松紀念圓環

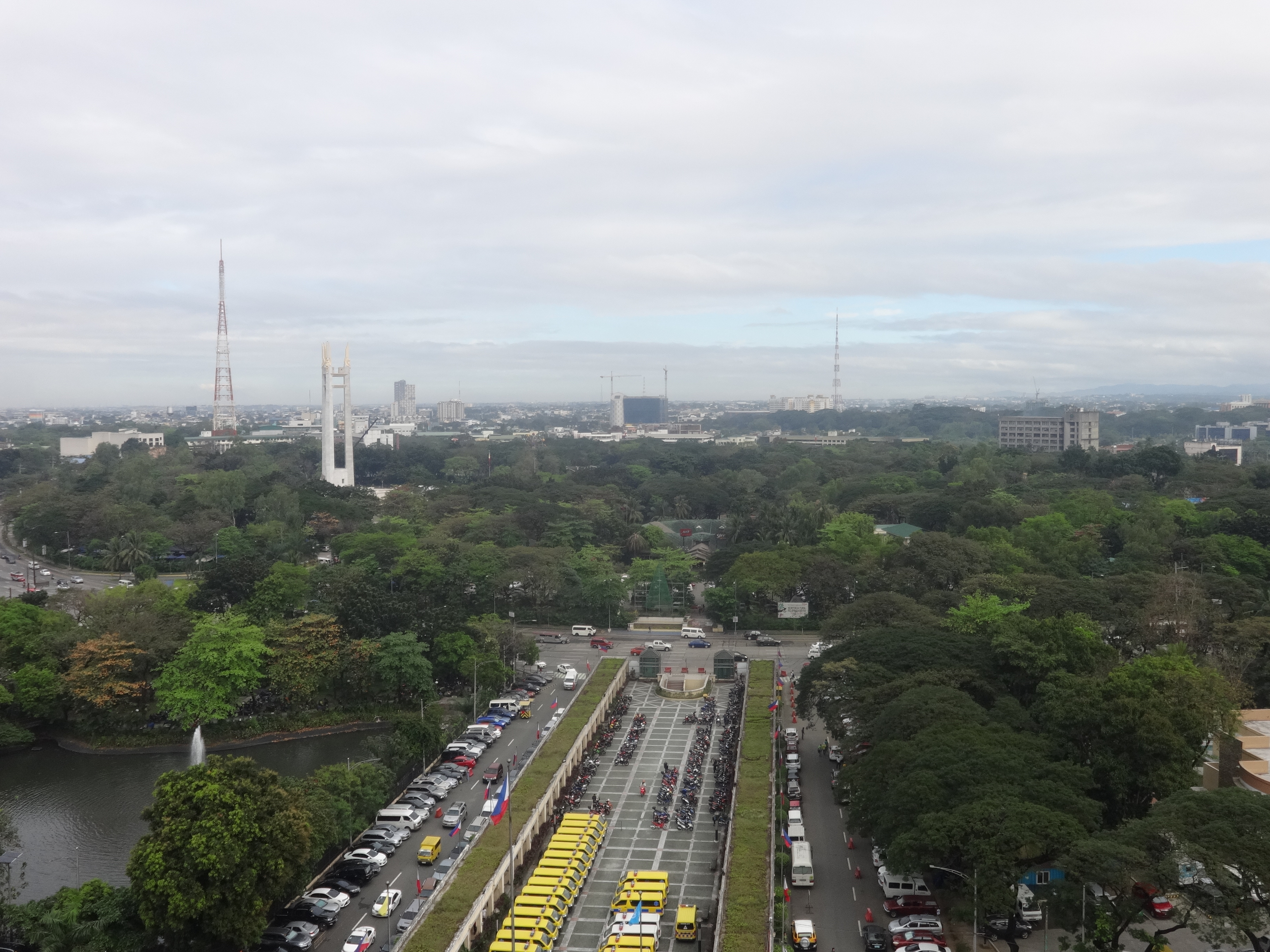
计顺纪念圓環

奎松紀念圓環（英語：Quezon Memorial Circle）是位於菲律賓馬尼拉大都會奎松市的交通圓環，呈橢圓形，占地27公頃，上有一座66米（217英尺）高的紀念塔，前總統曼努埃爾·奎松和妻子合葬於此，66米象徵奎松逝世的年齡。塔上方設有一個觀景台，頂部可容納60人，上方可以欣賞到城市的全景。